# 楊玉斌
楊玉斌（1959年12月11日—2012年10月），生於台灣新竹市眷村陸軍公學新村，台灣政治人物與黑道份子，綽號「小凱」、「凱哥」，曾任四海幫中常委、第七任幫主與新竹市議員。

## 生平
楊玉斌出身新竹市陸軍公學新村，力行高工畢業，曾為四海幫幫主楊光南的屬下，涉嫌多起命案與恐嚇案件，為四海幫重要成員，曾任海中堂堂主。1989年因新竹市金龍酒店槍擊殺人案，逃亡至中國。1998年，被懷疑涉及劉邦友血案，自菲律賓押解回台，但後來證明他與此案無關。楊玉斌被提報為治平專案對象，被移至綠島，是台灣第一個在押期間被被提報治平的罪犯。
出獄後，曾以無黨籍身份當選第六屆新竹市市議員，因涉及賄選，遭法院取消資格。2009年，他曾經參選第七屆市議員，但高票落選。
2010年，幫主張建英，因妻子罹癌，請辭幫主，由中常委推選出楊玉斌繼任幫主，初期沒有得到幫內所有派系成員的認同，之後他重新劃分地盤與職務，慢慢得到會眾支持。
2012年11月3日，原定參加天道盟施萬浤婚禮，但沒有出現，被其幫中小弟發現，他在家中暴斃（有一說是遭刺殺），死亡時間可能超過十天以上。12月23日上午在台北市南港區舉行公祭，北中南各地幫派及角頭約有5千人參加。

## 外部連結
- 蘋果日報－四海幫幫主 驚傳猝死家中 （页面存档备份，存于）